# عملیات پنجه عقاب
عملیات پنجهٔ عقاب (به انگلیسی: Operation Eagle Claw) که در ایران، به عملیات طبس معروف است نام عملیاتی نظامی بود که توسط نیروی دلتای نیروی زمینی ایالات متحده در ۵ اردیبهشت ۱۳۵۹ برای آزادسازی آمریکایی‌های گروگان گرفته‌شده در سفارت ایالات متحده در تهران انجام شد. این عملیات، نخستین تجربهٔ عملیاتی نیروی دلتا بود.
در پی ناکامی دولت ایالات متحده آمریکا در اعمال فشار سیاسی و اقتصادی برای آزادی گروگان‌های آمریکایی در تهران که توسط گروهی به نام دانشجویان پیرو خط امام گروگان گرفته شده بودند، جیمی کارتر، رئیس‌جمهور وقت ایالات متحده، دستور انجام عملیات آزادسازی را صادر کرد.
طی این عملیات، ۶ هواپیما و ۸ بالگرد نیروهای مسلح آمریکا برای آزادی ۵۳ گروگان در تهران، وارد حریم هوایی ایران شدند. در حین این عملیات، ۳ بالگرد دچار نقص فنی شده و در نهایت، عملیات با کشته شدن ۸ نفر در نزدیکی طبس و برخورد یک هواپیمای سی-۱۳۰ و یک بالگرد سی‌اچ-۵۳ و باقی‌ماندن ۵ بالگرد سی‌اچ-۵۳ در ایران به پایان رسید. نیروهای آمریکایی با ۵ هواپیمای باقی‌مانده، خود را به ناو هواپیمابر نیمیتز و جزیرهٔ مصیره در عمان، رساندند.
در ایران، پس از شکست عملیات نیروهای آمریکایی، گروگان‌های آمریکایی به مکان‌های مختلفی برده شدند تا امکان انجام عملیات‌هایی از این دست در آینده دشوارتر شود. در روزهای پس از عملیات پنجهٔ عقاب، نیروی هوایی ایران به دستور رییس‌جمهور جمهور وقت، ابوالحسن بنی‌صدر ، تجهیزات سانحه دیده به‌جا ماندهٔ آمریکایی را مورد هدف قرار داد که طی آن، فرماندهٔ وقت سپاه یزد که در محل حضور داشت، کشته شد. این حوادث باعث افزایش سوءظن به فرماندهان نیروهای هوایی و ستاد ارتش شد و هر دو در کمتر از دو ماه بعد، از سمت‌های خود برکنار شدند. در ایالات متحده، جیمی کارتر به‌دنبال شکست در حل بحران گروگان‌گیری، در انتخابات ریاست جمهوری سال ۱۹۸۰ از رقیب خود رونالد ریگان شکست خورد. سرانجام، گروگان‌های آمریکایی تنها دقایقی بعد از سوگند ریاست‌جمهوری ریگان آزاد شدند.

## پیش‌زمینه و انگیزهٔ عملیات
در ۴ نوامبر ۱۹۷۹، پنجاه و دو دیپلمات و شهروند آمریکایی در سفارت ایالات متحده در تهران توسط گروهی از دانشجویان ایرانی موسوم به دانشجویان مسلمان پیرو خط امام، هواداران پرشور انقلاب ۱۳۵۷، گروگان گرفته شدند. جیمی کارتر، رئیس‌جمهور وقت آمریکا، گروگان‌گیری را اقدامی «باج‌خواهانه» و گروگان‌ها را «قربانیان تروریسم و هرج و مرج» خواند. اما از سوی انقلابیون در ایران به‌عنوان اقدامی علیه ایالات متحده و نفوذ آن در ایران، تلقی می‌شد. کارتر پس از شکست مذاکرات آزادسازی گروگان‌ها، در آوریل ۱۹۸۰ به وزارت امور خارجه ایالات متحده دستور داد تا روابط دیپلماتیک خود را با ایران قطع کند.
سایروس ونس، وزیر خارجه وقت آمریکا، مخالف این عملیات نظامی بود که توسط زبیگنیف برژینسکی، مشاور امنیت ملی آمریکا ارائه شده بود. سایروس ونس، که در آن هنگام بیمار بود از ۱۰ آوریل برای تعطیلاتی طولانی به فلوریدا رفته بود. در روز جمعه ۱۱ آوریل، برژینسکی، مشاور امنیت ملی، جلسهٔ تازه‌ای را برای بررسی عملیات نجات آغاز نمود. وارن کریستوفر، معاون وزیر، بدون اطلاع سایروس ونس در جلسه شرکت نموده بود. بعدها سایروس ونس با «شیطان» خواندن برژینسکی از سمت وزیر خارجه استعفا داد.

برژینسکی می‌گوید:
روز ۱ آوریل (۱۳ فروردین) جیمی کارتر از من خواستار تشکیل جلسهٔ اضطراری شورای امنیت ملی شد و گفت که به‌نظر وی، زمان اقدام فرا رسیده‌است. کارتر جلسهٔ یاد شده را با این سخنان آغاز کرد: به نظرم امکان خلاصی گروگان‌ها بسیار بعید به نظر می‌رسد و ما بایستی حاکمیت خود را اعمال کنیم و حالا وقت آن است که عمل مناسب انجام پذیرد و جدول زمانی آن هم تهیه شود؛ و ادامه داد: «ما باید برای آزادی گروگان‌ها وارد عمل شویم و عملیات، باید در اولین فرصت ممکن آغاز شود.»
در این جلسه، کارتر انجام این عملیات را با نام رمز عملیات پنجهٔ عقاب، تأیید کرد. کارتر همچنین به برنامه‌ریزی برای انجام یک حملهٔ هوایی تنبیهی همزمان ادامه داد، اما انجام آن عملیات، در ۲۳ آوریل، یک روز پیش از آغاز عملیات نجات، لغو شد. 

## برنامه‌ریزی

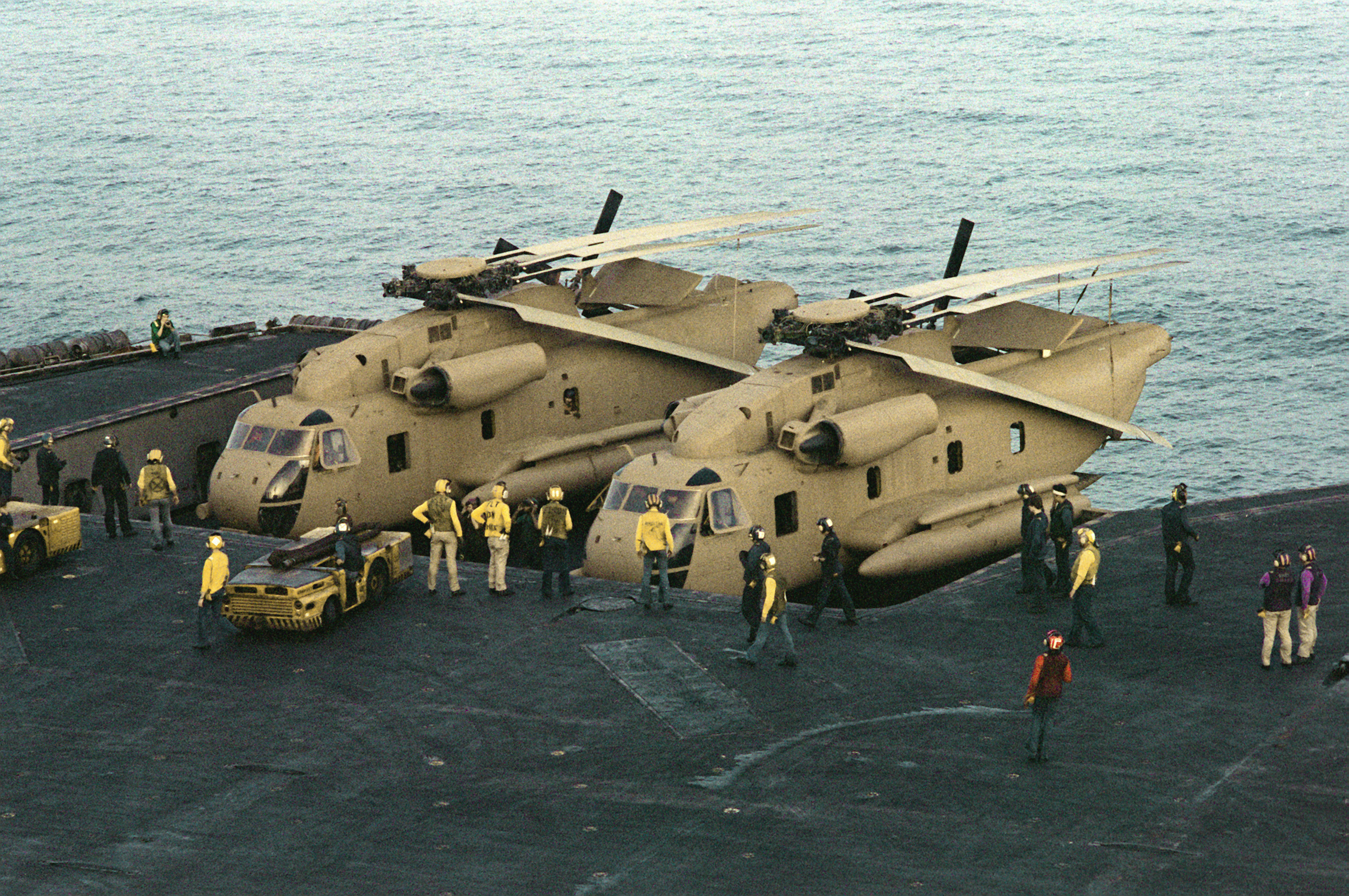
یک جفت بالگرد سیکورسکی سی‌اچ-۵۳ سی استالیون بر عرشهٔ ناو هواپیمابر نیمیتز در آغاز عملیات. در مجموع ۸ بالگرد سی‌اچ-۵۳ در عملیات حضور داشتند.

برنامه‌ریزی برای یک مأموریت نجات احتمالی در ۶ نوامبر، دو روز پس از گروگان‌گیری آغاز شد. فرماندهی مشترک عملیات بر عهدهٔ سپهبد جیمز بی. واوت بود که به وادی قانا در مصر فرستاده شد و مستقیماً به رئیس‌جمهور ایالات متحده گزارش می‌داد. سرهنگ جیمز اچ. کایلی از نیروی هوایی ایالات متحده به‌عنوان فرماندهٔ میدانی عملیات هوایی و سرهنگ چارلز آلوین بکویت از دلتا فورس به‌عنوان فرماندهٔ میدانی عملیات زمینی، به ژنرال واوت گزارش می‌دادند.
گروهی شبه‌نظامی متعلق به مرکز فعالیت‌های ویژهٔ سازمان سی‌آی‌اِی که توسط افسر بازنشستهٔ نیروی ویژهٔ ارتش، ریچارد جی. میدو در تهران هدایت می‌شد، دو مأموریت داشت: کسب اطلاعات دربارهٔ گروگان‌ها و محوطهٔ سفارت و انتقال نیروهای دلتا از نزدیکی شهر گرمسار (صحرای ۲) به محوطه‌ای نزدیک به سفارت ایالات متحده در تهران. در واقع مهم‌ترین اطلاعات، از طریق آشپز سفارت که توسط دانشجویان آزاد شده بود به‌دست آمد. گروگان‌ها در محوطهٔ سفارت و ۶ تن از آن‌ها در ساختمان وزارت امور خارجه ایران، نگهداری می‌شدند.
در روز ۳۱ مارس، سه هفته قبل از عملیات، یک تیم کنترل نبرد نیروی هوایی آمریکا، به فرماندهی سرگرد جان تی کری جونیور، با یک فروند توئین اوتر (یک نوع هواپیمای دو ملخهٔ کوچک) به منطقهٔ شروع عملیات در نزدیکی طبس در استان خراسان (امروزه بخشی از استان خراسان جنوبی است) رفتند. آن‌ها نام این منطقه را «صحرای ۱» می‌گذارند. آن‌ها به همراهی جیم راین و کلاود باد مک‌بروم به‌صورت مخفیانه برای ارزیابی محلِ فرودِ هواپیماهای سی-۱۳۰ رفته بودند. کری توانست با موفقیت به ارزیابی زمین برای باند فرود بپردازد و روشنایی مادون قرمز کنترل از راه دور را برای تشخیص باند فرود نصب نماید. او همچنین از زمین فرود نمونه‌برداری کرد تا استقامت زمین کویر را برای فرود هواپیماها ارزیابی کند.

## طرح نهایی
عملیات، شامل طرحی پیچیده بود و در دو شب اجرا می‌شد. در شب اول، قرار بود هواپیماها از ۱۰۰ کیلومتری غرب چابهار وارد حریم هوایی ایران شده و از مسیر دشت لوت به منطقهٔ «صحرای ۱» (۳۳°۰۴′۲۳″ شمالی ۵۵°۵۳′۳۳″ شرقی / ۳۳٫۰۷۳۰۶°شمالی ۵۵٫۸۹۲۵۰°شرقی) بروند. «صحرای ۱» نامی بود که آمریکایی‌ها برای نقطهٔ فرود هواپیماهایشان در ۶۰ کیلومتر جنوب غربی شهر طبس انتخاب کرده بودند. آن‌ها باید در ابتدا «صحرای ۱» را امن می‌کردند و سپس نزدیک به ۶٬۰۰۰ گالون سوخت هواپیما که توسط ۳ فروند هواپیماهای ئی‌سی-۱۳۰ نیروی هوایی ایالات متحده آمریکا به محل حمل آورده می‌شد را در آن‌جا نگه‌داری کنند. سه هواپیمای لاکهید ئی‌سی-۱۳۰ (با رمز: رپابلیک ۴، ۵ و ۶) مسئولیت حمل تجهیزات عملیات را به محل «صحرای ۱» برعهده داشتند. همچنین سه هواپیمای لاکهید ام‌سی-۱۳۰ (با رمز: دراگن ۱، ۲ و ۳) مسئولیت حمل نیروهای دلتا را به این منطقه داشتند. این سه هواپیما، در مجموع حامل ۱۳۲ تکاور و نیروی دلتا بودند.
همچنین هشت فروند هلیکوپتر سی‌اج-۵۳ متعلق به نیروی دریایی آمریکا، بر روی ناو هواپیمابر نیمیتز آماده شده بودند تا در عملیات نهایی نجات شرکت کنند. اما به خدمهٔ ناو هواپیمابر نیمیتز علت وجود این ۸ هلیکوپتر توضیح داده نشده بود. قرار بود هلی‌کوپترها تا منطقهٔ «صحرای ۱» بروند و پس از سوخت‌گیری، نیروهای دلتا را ۲۶۰ مایل دیگر تا نقطهٔ «صحرای ۲» (۳۵°۱۴′۰۰″ شمالی ۵۲°۰۹′۰۰″ شرقی / ۳۵٫۲۳۳۳۳°شمالی ۵۲٫۱۵۰۰۰°شرقی)، در ۵۲ مایلی تهران (۱۰ کیلومتری غرب گرمسار)، با خود حمل کنند. از آن‌جایی‌که نیروها در نزدیکی صبح به «صحرای ۲» می‌رسیدند، آن‌ها می‌بایست خود و هلی‌کوپترها را در طول روز در نقطهٔ «صحرای ۲» مخفی می‌کردند.
عملیات نجات، برای شب دوم برنامه‌ریزی شده‌بود. ابتدا عوامل شبه‌نظامی وابسته به سازمان سی‌آی‌ای آمریکا که از قبل در داخل تهران بودند، کامیون‌هایی را به «صحرای ۲» می‌بردند و به همراه نیروهای دلتا به تهران می‌رفتند. همزمان، باقی نیروهای سی‌آی‌ای، جریان برق منطقه را قطع می‌کردند تا روند هر گونه تلاش نیروهای نظامی ایران برای پاسخ به عملیات را کند کنند. همزمان قرار بود یک فروند هواپیمای لاکهید ای‌سی-۱۳۰ بر فراز تهران پرواز کند تا در صورت نیاز، بتواند پشتیبانی هوایی آتش‌باری داشته‌باشد.

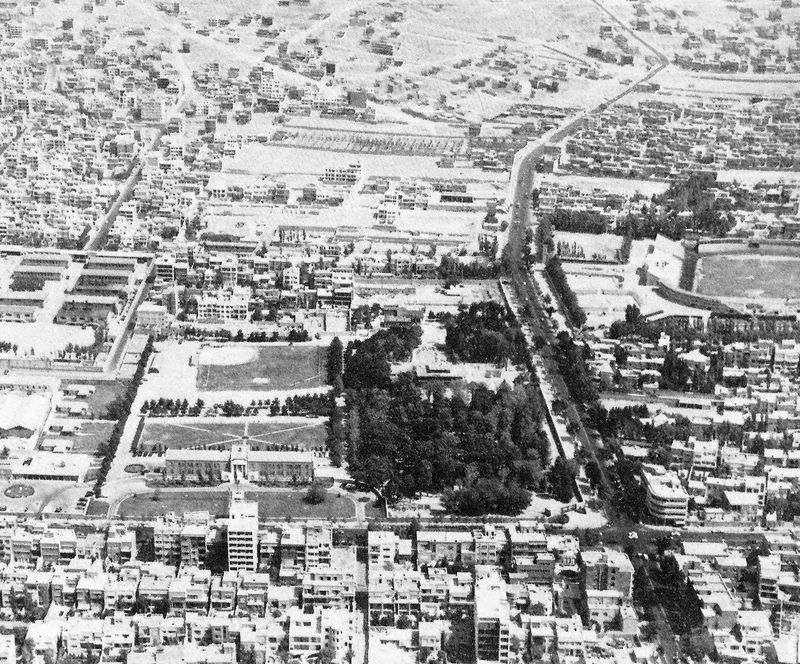
محوطهٔ سفارت آمریکا در تهران (درختکاری شده) در فاصلهٔ چند صد متری استادیوم امجدیه. (سمت راست وسط) نیروهای دلتا قرار بود پس از آزادسازی گروگان‌ها، با پیاده‌روی به ورزشگاه امجدیه بروند؛ جایی که هلیکوپترهایشان منتظرشان بودند تا آن‌ها را به پایگاه شکاری منظریه ببرند.

### گروه تهاجمی
تیم تهاجمی عملیات، شامل ۹۳ سرباز نیروی دلتا برای حمله به سفارت، ۱۳ نفر نیروهای ویژه از تیپ آ برلین برای حمله به ساختمان وزارت امور خارجه و نجات ۳ گروگان مستقر در آن، ۱۲ تکاور ارتش آمریکا برای ایجاد موانع در جادهٔ خاکی محل فرود، در صحرای ۱ و ۱۵ ایرانی و آمریکایی مسلط به زبان فارسی که بیشترشان باید کامیون‌های حامل سربازان را از «صحرای ۲» به سمت تهران می‌بردند.

### گروه تخلیه
به‌طور همزمان، تکاوران ارتش آمریکا، پایگاه شکاری منظریه (در ۲۰ کیلومتری شمال قم) (۳۴°۵۸′۵۸″ شمالی ۵۰°۴۸′۲۰″ شرقی / ۳۴٫۹۸۲۷۸°شمالی ۵۰٫۸۰۵۵۶°شرقی) را به اشغال خود درمی‌آورند تا دو فروند هواپیمای سی-۱۴۱ استارلیفتر از مبدأ عربستان سعودی در آن فرود بیایند. در همین حین، نیروهای دلتا به سفارت آمریکا در تهران یورش برده و محافظان را از بین می‌برند. سپس نیروها به همراه گروگان‌ها چند صد متر پیاده‌روی می‌کنند تا به ورزشگاه امجدیه برسند. آن‌جا هلیکوپترها منتظرند تا گروگان‌ها و نیروها را به پایگاه متروکهٔ منظریه در نزدیکی کوشک نصرت که قبلاً توسط تکاوران، تسخیر شده‌است منتقل کنند و هواپیماهای سی-۱۴۱ استارلیفتر همه افراد را به پایگاهی هوایی در مصر برسانند. قرار بود تمامی بالگردها، پیش از تخلیه از منظریه، منفجر شوند.

### گروه حفاظت هوایی

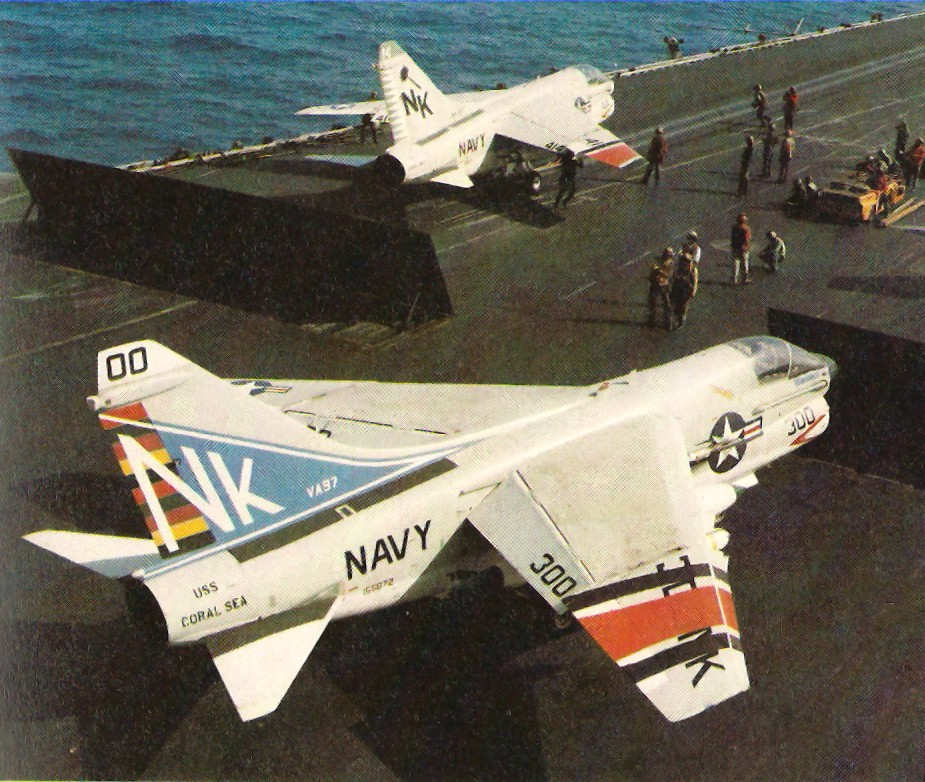
جنگنده‌های تهاجمی ال‌تی‌وی ای-۷ کرسر ۲ بر روی عرشهٔ ناوهواپیمابر کورال سی. نوار قرمز رنگ بر روی بال راست هواپیماها به دلیل شناسایی راحت‌تر آن‌ها از هواپیماهای متعلق به نیروی هوایی ارتش ایران رنگ‌آمیزی شده‌بود.

حفاظت از عملیات، بر عهدهٔ بازوی هشتم ناو هواپیمابر نیمیتز و ناو چهاردهم ناو هواپیمابر کورال سی بود. هواپیماهای جنگندهٔ ال‌تی‌وی ای-۷ کرسر ۲ و اف-۴اِن آماده بودند تا در صورت بروز درگیری هوایی با نیروی هوایی ارتش ایران به کمک بروند. برای تشخیص هواپیماهای نیروی دریایی ایالات متحده از هواپیماهای نیروی هوایی ایران، نوار قرمز، زرد یا نارنجی بر روی بال راست هواپیماهای آمریکایی رنگ‌آمیزی شده بود تا از هواپیماهای ایرانی اف-۴ و اف-۱۴ که پیش از انقلاب ۵۷ از آمریکا خریداری شده بودند، قابل تشخیص باشند.

## عملیات

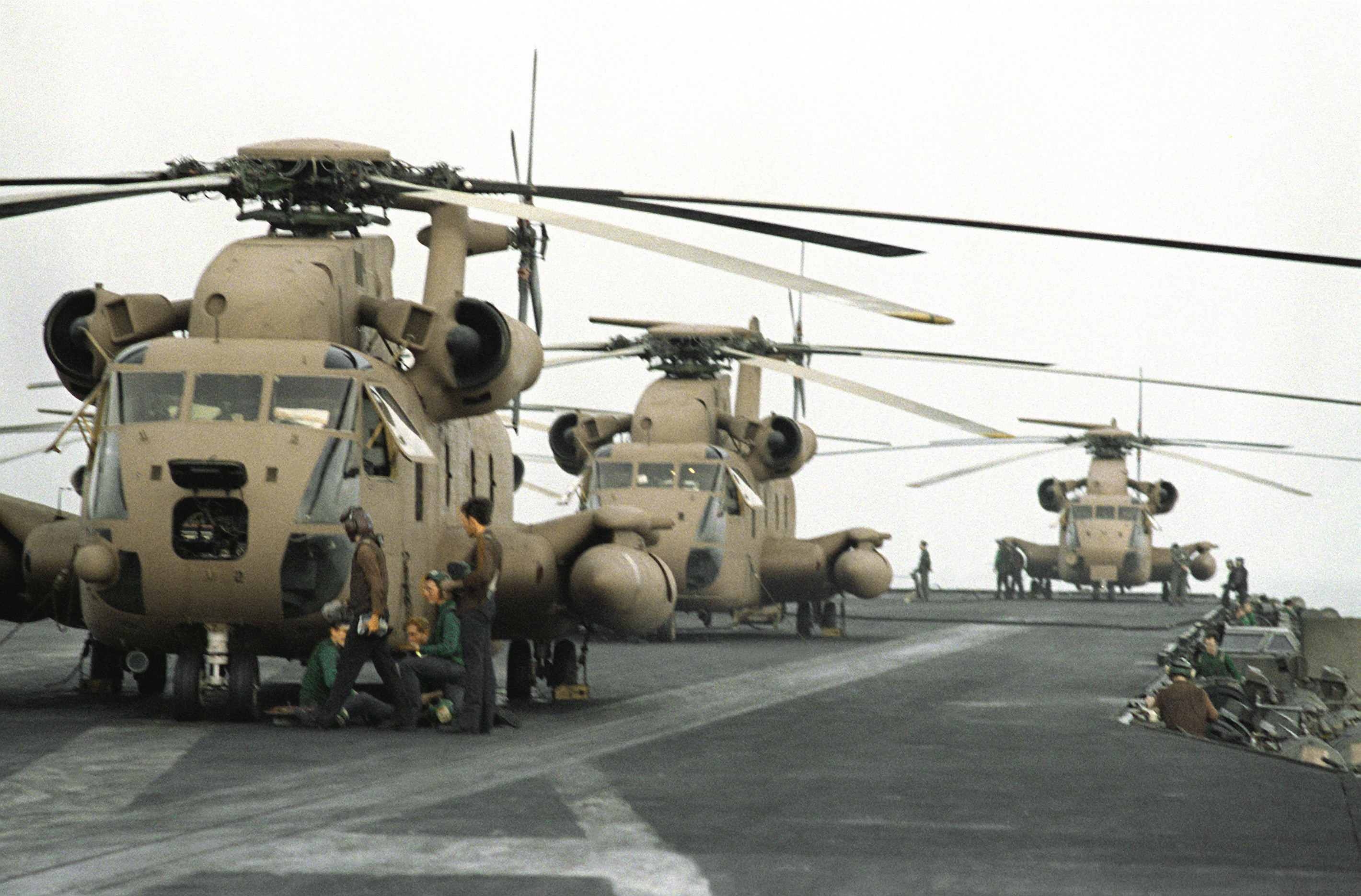
خدمهٔ ناو هواپیمابر نیمیتز در حال آماده‌سازی هلیکوپترهای آراِچ-۵۳ برای عملیات پنجهٔ عقاب. رنگ هلیکوپترها برای استتار به رنگ شن درآمده بودند و نشان‌های ارتش آمریکا نیز از آن‌ها پاک شده بودند.

عملیات، پس از غروب آفتاب در ۲۴ آوریل ۱۹۸۰ آغاز شد. در عمل، تنها بخش انجام‌شدهٔ عملیات، مربوط به انتقال تجهیزات و تیم تهاجمی و سوخت، توسط هواپیمای ئی‌سی-۱۳۰ به منطقهٔ «صحرای ۱» (۶۰ کیلومتری جنوب غربی طبس) بود.
عملیات انتقال از جزیره مصیره در عمان آغاز و به نقطهٔ «صحرای ۱» انجام شد. یکی از هواپیماهای ام‌سی-۱۳۰ با نام رمز «دراگون ۱» در ساعت ۲۲:۴۵ به وقت ایران پس از فعال شدن روشنایی‌های زمینی‌ای که قبلاً در منطقه کار گذاشته بودند، در «صحرای ۱» به زمین نشست. فرود در تاریکی کامل شب انجام می‌شد و خلبانان فقط به کمک روشنایی مادون قرمزی که توسط تیم کنترل نبرد نیروی هوایی آمریکا، سه هفته قبل در محل نصب شده بود، فرود آمدند. نور مادون قرمز فقط با عینک دید در شب قابل رویت بود.
هواپیمای «دراگون ۱» که بسیار سنگین بود، مجبور شد قبل از فرود چهار بار در منطقه دور بزند تا از عدم وجود موانع در سر راه مطمئن شود و وضعیت خود را با باند فرود تنظیم کند. باند فرود، در اصل یک جادهٔ خاکی ماشین‌رو بود که گاهی مسافر از آن رد می‌شد. با این حال به هنگام فرود، بال «دراگون ۱» به شدت آسیب دید، هر چند قابلیت پرواز خود را از دست نداد. پس از فرود، تیم کنترل مبارزه پرواز هوایی آمریکا که از راه دور به فرماندهی سرگرد جان تی کری جونیور هدایت می‌شد، از هواپیما پیاده شدند. سربازان تیم کنترل مبارزه پرواز هوایی آمریکا یک باند فرود موازی به همراه سامانه ناوبری هوایی تاکتیکی را در شمال جادهٔ خاکی، برای راهنمایی فرود هلیکوپترها نصب کردند. سپس دومین و سومین هواپیماهای سی-۱۳۰ به زمین نشستند و باقی نیروهای دلتا پیاده شدند. در ساعت ۲۳:۱۵ هواپیماهای «دراگون ۱ و ۲» از زمین برخاستند و به پایگاه‌ها خود برگشتند تا ۳ هواپیمای ی‌سی-۱۳۰ و ۸ هلیکوپتر آراِچ-۵۳ در «صحرای ۱» به زمین بنشینند.
اما کمی بعد از پیاده شدن اولین گروه در «صحرای ۱»، کامیونی تانکردار که ظاهراً در حال قاچاق سوخت بود، به محل نیروهای آمریکایی رسید. نیروهای آمریکایی نیز به سمت کامیون شلیک کردند. مسافر کامیون کشته شد، ولی راننده کامیون موفق به فرار با کامیون دیگری شد. با تصور اینکه راننده کامیون در حال قاچاق سوخت بود، فرار او مخاطره‌ای برای عملیات ارزیابی نشد. کامیون در حال سوختن باعث روشنایی زمین کویر تا کیلومترها دورتر شد. البته همین روشنایی نقطه مبدأیی را برای خلبان‌های هلیکوپترها فراهم آورد. همزمان یک اتوبوس مسافربری با ۴۳ مسافر که در حال عبور از جاده‌ای بود که از آن به عنوان باند فرود استفاده می‌شد به زور متوقف شد و مسافران آن در هواپیمای «دراگون ۳» بازداشت شدند.
هلی‌کوپترهای آراِچ-۵۳ (با نام‌های رمز بلوبیرد ۱ تا ۸) در حال پیوستن به هواپیماهای دراگون و ریپابلیک بودند. در بین راه، خلبان هلیکوپتر «بلوبیرد ۶» متوجهٔ ترک‌خوردگی تیغهٔ ملخ‌های هلی‌کوپترش شد. بلوبیرد ۶ در محلی در نزدیکی بافق، فرود آمد و در همان محل، رها شد. سرنشینان بلوبیرد ۶ نیز سوار بلوبیرد ۸ شدند و ۷ هلیکوپتر باقی‌مانده در ادامهٔ مسیر به یک طوفان شن (هبوب) برخورد کردند که از قبل پیش‌بینی نشده بود.
«بلوبیرد ۵» پس از آن‌که نشانگرهای پروازش به‌خاطر طوفان شن مختل شدند، مأموریت را ترک کرد و به ناو هواپیمابر نیمیتز بازگشت. ۶ هلیکوپتر باقی مانده با ۵۰ تا ۹۰ دقیقه تأخیر به منطقهٔ «صحرای ۱» رسیدند. هلیکوپتر «بلوبیرد ۲» نیز آخر از همه در ساعت ۱ بامداد به محل رسید؛ در حالی‌که سیستم هیدرولیکی دومش از کار افتاده‌بود و مجبور به کار تنها با یک سیستم هیدرولیکی بود و عملاً امکان شرکت در مأموریت را از دست داده بود.
در حالی‌که تنها ۵ بالگرد برای انتقال نفرات و تجهیزات به «صحرای ۲» باقی مانده بود، بسیاری از فرماندهان به بن‌بست رسیدن عملیات را بررسی می‌کردند. خلبان هلیکوپتر بلوبیرد ۲ به دلیل مشکل در سیستم هیدرولیکش از پرواز امتناع می‌کرد در طرف مقابل سرهنگ چارلز آلوین بک‌ویت حاضر به کاهش نفرات تیم عملیاتی نبود. سرهنگ بک‌ویت قبل از عملیات تعداد هلیکوپترها را بیشتر انتخاب کرده بود، مخصوصاً به خاطر آن‌که این هلی‌کوپترها به روشن نشدن پس از خاموش ماندن طولانی، شهرت داشتند و قرار بود نزدیک به یک روز در نقطه «صحرای ۲» خاموش بمانند. در این زمان، سرهنگ جیمز اچ. کایل، از نیروی هوایی، به سپهبد جیمز بی. واوت، فرماندهٔ عملیات توصیه کرد تا عملیات متوقف شود. این توصیه از طریق بیسیم ماهواره‌ای به ریاست جمهوری آمریکا منتقل شد. جیمی کارتر نیز پس از دو ساعت‌ونیم، دستور لغو عملیات را ابلاغ کرد. پیش از آغاز عملیات، حداقل تعداد بالگرد عملیاتی مورد نیاز برای تکمیل مأموریت، ۶ فروند برآورد شده بود و بر اساس طرح عملیاتی، در صورت ایجاد اشکال برای سه فروند از بالگردها، عملیات لغو می‌شد.

### برخورد و آتش‌سوزی

طرحواره چیدمان هواپیماها و هلی کوپترها در محل کویر ۱.

محاسبهٔ سوخت مصرفی هواپیماها نشان می‌داد که ۹۰ دقیقه کار در جای هواپیماها میزان سوخت یکی از هواپیماهای ئی‌سی-۱۳۰ را به آستانهٔ بحرانی رسانیده بود. کایل فرمان داد تا ۱۰۰۰ گالن (۳٬۸۰۰ لیتر) سوخت از مخزن سوخت اضافی به مخزن سوخت اصلی هواپیماها منتقل شود، اما ریپابلیک ۴ تمام سوخت مخزن را برای تأمین سوخت سه هلیکوپتر مصرف کرده‌بود و سوخت بیشتری در مخزن اضافی نداشت؛ بنابراین ریپابلیک ۴ که بخشی از نیروهای دلتا را در خود داشت باید هر چه سریع‌تر پرواز خود را آغاز می‌نمود تا سوخت لازم برای رسیدن به مقصد را داشته باشد. همچنین هلیکوپتر بلوبیرد ۴ سوخت بیشتری نیاز داشت و می‌بایست به سوی دیگر جاده جابه‌جا می‌شد.
برای انجام این کار، بلوبیرد ۳ می‌بایست از پشت ئی‌سی-۱۳۰ جابجا می‌شد. این هلیکوپتر نمی‌توانست با تاکسی کردن روی زمین جابه‌جا شود و به‌جای آن با هاور تاکسی (پرواز در ارتفاع و سرعت بسیار پایین) این کار را انجام داد.
کنترلر نیروی هوایی که هلیکوپتر را هدایت می‌کرد، برای دوری از شن و خاکی که از کار هلیکوپتر به او می‌خورد خود را به عقب کشانید. خلبان هلیکوپتر که تنها کنترلر را به‌عنوان نقطهٔ مرجع داشت، تصور کرد که به عقب رانده شده و برای تصحیح موقعیت خود، استیکر را به جلو راند که در نتیجهٔ آن، پرهٔ اصلی هلیکوپتر به پایدارکنندهٔ عمودی ئی‌سی-۱۳۰ برخورد و این حادثه، باعث برخورد هلیکوپتر به ریشهٔ بال هواپیما شد.
به‌دنبال انفجار و آتش‌سوزی حاصل از برخورد بالگرد و هواپیما، هشت تن از نفرات: پنج نفر از چهارده خدمهٔ داخل ئی‌سی-۱۳۰ و سه نفر از پنج تفنگدار دریایی داخل آراِچ‌دی-۵۳ جان خود را از دست دادند. از نفرات داخل بالگرد، تنها خلبان و کمک خلبان که هر دو به‌سختی سوخته بودند زنده ماندند. در پی آشفتگی تخلیه، خدمهٔ بالگردها سوار بر ئی‌سی-۱۳۰های باقی‌مانده شدند و تلاش شد تا مدارک محرمانهٔ عملیات، بازیابی شده و بالگردها از بین برده شوند. با این حال، پنج بالگرد آراِچ-۵۳ به‌طور نسبتاً سالمی در کویر ۱ باقی ماندند که از جملهٔ آن‌ها، بلوبیرد ۲ و ۸، بعدها در نیروی دریایی ایران به‌کار گرفته‌شدند.
ئی‌سی-۱۳۰ها، باقی نفرات را با خود به پایگاه هوایی مصیره حمل کردند و از آن‌جا دو فروند سی-۱۴۱ از پایگاه وادی ابوشیحات، نفرات را به وادی قانا بردند. تیم سی‌آی‌ای در ایران بدون آن‌که ایرانی‌ها از هویت آن‌ها آگاهی داشته‌باشند، ایران را ترک کردند.

## پیامدها

### در ایالات متحده

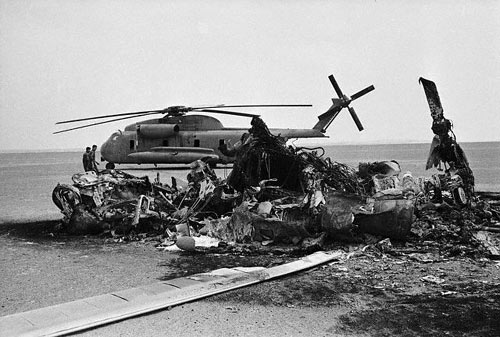
نیروهای دلتای آمریکا، ۵ فروند بالگرد سی‌اچ-۵۳ خود را در صحرای ۱ جا گذاشتند. در روزهای بعد، تیراندازی هواپیماهای نیروی هوایی ارتش ایران به سمت این بالگردها باعث آتش گرفتن دو فروند و صدمه دیدن یک فروند دیگر از این بالگردها شد.

کاخ سفید در ساعت ۱ بامداد روز بعد به وقت محلی شکست عملیات نجات را اعلام نمود. نفرات گروگان گرفته شده در سفارت، متعاقب این عملیات در مناطق مختلف ایران توزیع شدند تا تلاش برای عملیات نجات احتمالی دیگر را سخت‌تر کند. در تجسس ارتش ایران، پیکر هشت آمریکایی و یک شهروند ایرانی یافته شد. ۴۴ مسافر شهروند ایرانی دستگیر شده به‌عنوان شاهد عینی ماجرا بودند.
هشت آمریکایی در جریان این عملیات، جان خود را از دست دادند. یادبودی برای گرامیداشت یاد آن‌ها در آرامستان ملی آرلینگتون برپا شده‌است. در ۲۵ آوریل ۱۹۸۰، سرلشکر رابرت ام. باند پیغام رئیس‌جمهور آمریکا جیمی کارتر را در مراسم یادبود کشته‌شدگان قرائت کرد. پیکر کشته‌شدگان آمریکایی، به ایالات متحده بازگردانده شد و در نقاط مختلف این کشور به خاک سپرده شدند.
فرماندهٔ بازنشستهٔ نیروی دریایی آمریکا، دریاسالار جیمز ال هالوی سوم بررسی رسمی دلایل شکست عملیات را از طرف فرماندهی مشترک نیروهای نظامی آمریکا بر عهده گرفت. بیشتر گزارش هالوی بر عیب‌های برنامه‌ریزی عملیات، کنترل و فرماندهی و هماهنگی عملیاتی بین رسته‌های مختلف تمرکز داشت. این گزارش، راهگشایی برای وزارت دفاع آمریکا و قانون گلدواتر-نیکولز در سال ۱۹۸۶ بود.

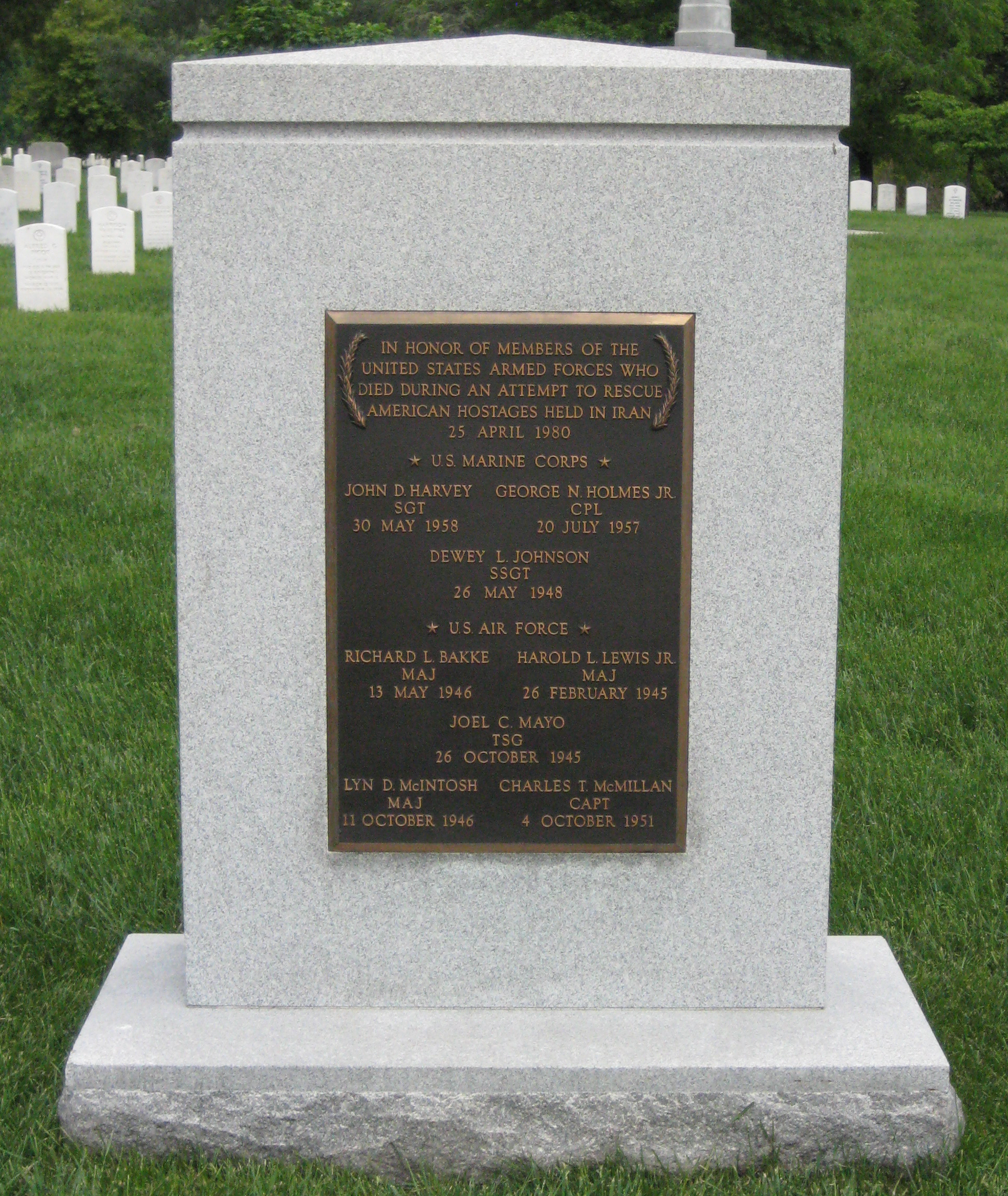
یادبود کشته‌شدگان نیروهای دلتا در عملیات پنجهٔ عقاب در آرامستان ملی آرلینگتون

شکست سرویس‌های مختلف در کار هماهنگ با همدیگر، منجر به تشکیل یک سازمان چندین‌رشته‌ای شد. ستاد فرماندهی عملیات ویژه ایالات متحده آمریکا در ۱۶ آوریل ۱۹۸۷ تشکیل شد. هم‌اکنون تمام رسته‌های نیروهای آمریکا هر کدام دارای نیروهای‌ویژهٔ تحت کنترل کلی ستاد فرماندهی عملیات ویژه ایالات متحده آمریکا هستند.
کمبود خلبانان آموزش‌دیده که قابلیت پرواز ارتفاع پایین شبانه را برای عملیات‌های مدرن داشته باشند منجر به تشکیل هنگ هوابرد عملیات‌های ویژه ۱۶۰ام شد. علاوه بر آن، وزارت دفاع آمریکا هم‌اکنون بسیاری از خلبانان بالگرد خود را برای عملیات‌های نفوذ در ارتفاع پایین شبانه و استفاده از چشم‌بند دید در شب آموزش می‌دهد.

#### برنامه‌ریزی دوم برای آزادسازی گروگان‌ها

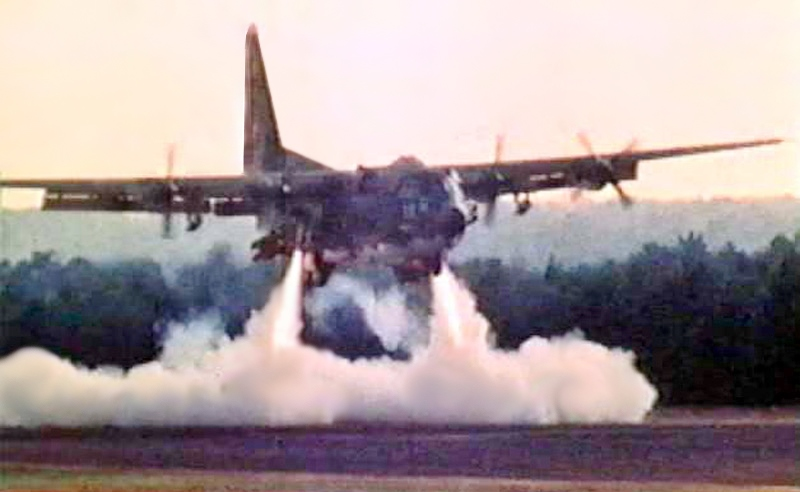
تبدیل سی-۱۳۰ به هواپیمای عمود پرواز با نصب راکت بر روی آن به‌عنوان بخشی از آماده‌سازی برای عملیات کردیبل اسپورت.

مدت کوتاهی پس از شکست عملیات پنجهٔ عقاب، مجوز برنامه‌ریزی برای عملیات دوم نجات گروگان‌ها تحت عنوان پروژه هانی بدجر آغاز شد. به‌دنبال آن، برنامه و تمرینات عملیات آغاز شد، با این‌حال تعداد هواپیماها و نفرات لازم برای این عملیات به سرعت به استعداد یک گردان افزایش یافت.
اصل عملیات با نام کردیبل اسپورت طراحی شد ولی هیچ‌گاه به اجرا در نیامد. طرح این عملیات شامل اصلاحاتی بر روی هواپیماهای سی-۱۳۰ بود تا مشابه هواپیماهای عمود پرواز عمل کنند تا بتوانند در ورزشگاه امجدیه فرود آمده و از آن‌جا دوباره برخیزند. با وجود موفقیت‌هایی در تمرینات اولیه، طرح و تمرین این عملیات شکست خورد.
دوران ریاست جمهوری کارتر بدون موفقیت او در آزادسازی گروگان‌ها تا آخرین لحظهٔ حضور وی در کاخ سفید در ۲۰ ژانویهٔ ۱۹۸۱ پایان یافت. دقایقی پس از پایان ریاست‌جمهوری کارتر، ۵۲ گروگان در تهران آزاد شدند و بحران ۴۴۴ روزهٔ گروگان‌گیری خاتمه یافت.

### در ایران
در روز بعد از شکست عملیات آمریکایی‌ها، رهبر وقت ایران، سید روح‌الله خمینی، با محکوم کردن جیمی کارتر طی سخنانی بعد از این حادثه مدعی شد خدا با فرستادن شن‌ها از ایران حفاظت کرده‌است. او در پیامی در تاریخ ۵ اردیبهشت ماه ۱۳۵۹ گفت:
«آیا جز این بود که یک دست غیبی در کار است؟ چه کسی هلی‌کوپترهای آقای کارتر را ساقط کرد؟ ما ساقط کردیم؟ شن‌ها ساقط کردند. شن‌ها مأمور خدا بودند، باد مأمور خداست.».
رهبر ایران همچنین در روز ۷ اردیبهشت ۱۳۵۹ طی حکمی ابوالحسن بنی‌صدر رئیس‌جمهور ایران را مسئول رسیدگی به اقدام آمریکا در حمله به ایران نمود.

#### شلیک به تجهیزات به‌جا ماندهٔ آمریکایی
پس از شکست عملیات نیروهای آمریکایی و به جا گذاشتن تجهیزاتشان، نیروهای ایرانی از این واقعه خبردار شدند. محمد منتظرالقائم، فرماندهٔ وقت سپاه پاسداران یزد، به محل واقعه می‌رود. همزمان بدون اطلاع از حضور نفرات سپاه، هواپیماهای نظامینیروی هوایی ایران در دو نوبت به گشت هوایی بر فراز منطقه می‌پردازند. در گشت هوایی اول دو جنگندهٔ اف-۱۴ بر فراز تجهیزات باقی‌ماندهٔ آمریکایی به پرواز درآمدند. در پرواز این دو جنگنده، کنترلر رادار از آن‌ها خواست تا به تجهیزات شلیک کنند که این دستور با مخالفت بنی‌صدر، فرماندهٔ کل قوا و رئیس‌جمهور وقت ایران، که همزمان به‌صورت بی‌سیم، در تماس با جنگنده‌ها بود روبرو شد. با این‌حال، با رایزنی‌های فرماندهٔ نیروی هوایی با بنی‌صدر در روز بعد، دو جنگندهٔ اف-۴ نیروی هوایی ایران به منطقه اعزام شدند. هواپیماهای اف-۴ نیروی هوایی ارتش ایران با تصور این‌که هلی‌کوپترهای آمریکایی قصد پرواز دارند، به سمت تجهیزات آمریکایی به‌جا مانده شلیک کردند، که در این حادثه، محمد منتظرالقائم کشته شد.

#### اتهام توطئه
شلیک به تجهیزات باقی‌مانده آمریکایی و کشته شدن فرمانده وقت سپاه یزد، منجر به اتهاماتی از سوی سپاه و برخی از مسئولان حکومتی بر ارتش و ابوالحسن بنی‌صدر، رئیس‌جمهور وقت ایران، مبنی بر تبانی آن‌ها برای نابود کردن «اسناد محرمانه» آمریکایی‌ها در مورد عملیات طبس، به «بمباران» هلیکوپترهای به جا مانده در محل عملیات پرداخته‌اند. بنی‌صدر بعدها در واکنش به این اتهام نوشته «هیچ حکومتی به کماندوهای مأمور عملیات، اسناد نمی‌سپرد که با خود به محل مأموریت ببرند».
این ادعا، چهار دهه پس از واقعهٔ طبس، بارها از طریق منابع مختلف منتشر شده، بدون این‌که در مراجع رسمی اثبات شده باشد یا فرصتی برای طرح روایت‌های متقابل از رسانه‌های رسمی فراهم شود. پس از یک ماه از عملیات طبس، سرلشکر امیربهمن باقری، فرمانده وقت نیروی هوایی ارتش از سمت خود استعفا داد. سرلشکر محمدهادی شادمهر، رئیس ستاد مشترک ارتش نیز به حکم ابوالحسن بنی‌صدر، رئیس‌جمهور وقت، برکنار شد.
به‌دنبال اطلاع مقام‌های ایرانی از بر جا ماندن تعدادی هلیکوپتر آمریکایی بر روی زمین در حوالی طبس، نیروی هوایی ایران در دو نوبت مجزا، یک بار دو جنگندهٔ اف-۱۴ و سپس دو جنگندهٔ اف-۴ را به منطقه اعزام می‌کند. در نوبت اول دو جنگندهٔ اف-۱۴ اعزام می‌شوند. شهرام رستمی، یکی از خلبانان اف-۱۴ بود. او از برج مراقبت تهران دستور می‌گیرد که هلیکوپترها را با تیربار بزند. شهرام رستمی در پاسخ به برج مراقبت می‌گوید که اف-۱۴ (که برای حمله به هدف‌های زمینی طراحی نشده) امکان این کار را ندارد، ولی برج بر مبنای دستوری که از ستاد ارتش آمده بوده دستور خود را تکرار می‌کند. به گفته آقای رستمی، اما به فاصله کمی از صدور دستور برج رادار، ابوالحسن بنی‌صدر که با یک هواپیمای فالکون در آسمان طبس بوده فرمان می‌دهد که «منطقه را نزنید». شهرام رستمی در مصاحبه‌ای با حسین دهباشی در برنامهٔ اینترنتی خشت خام که در ۲۴ مهر ۱۳۹۶ پخش شد، دربارهٔ این اتفاق می‌گوید:
«من از برج پرسیدم که رئیس‌جمهور می‌گوید نزنید، شما می‌گویید بزنید، بالاخره این را برای ما روشن کنید که باید چه کار کنیم. برج هم رفت دنبال سلسله‌مراتب که جواب را پیدا کند و بدهد… گفتیم ولش کنیم و حالا که آقای بنی‌صدر هم گفته نزنیم، ما هم… برگشتیم.»
فریدون علی‌مازندرانی خلبان دومین جنگندهٔ اف-۱۴ اعزامی نیز هنگامی که در آسمان طبس بوده از رادار تهران به او ابلاغ می‌شود که هلی‌کوپترها را منهدم کند و او توضیح می‌دهد اف-۱۴ «فاقد هرگونه بمب، راکت یا موشک هوا به زمین» است و نمی‌تواند با مسلسل چنین کاری انجام دهد. علی‌مازندرانی می‌گوید:
«در همین زمان، صدای خلبان جت فالکن که حامل بنی‌صدر رئیس‌جمهور وقت کشور بود بلند شد که می‌گفت خلبان اف۱۴ به هیچ‌وجه اجازهٔ زدن و بمباران ندارد و دستورات صادره، فقط از سوی من -پست فرماندهی هوایی- باید اجرا شود».

ابوالحسن بنی‌صدر، رئیس‌جمهور وقت، در کتاب خاطرات خود با عنوان درس تجربه می‌نویسد:
«سرلشکر محمدهادی شادمهر، رئیس ستاد ارتش به من تلفن زد و گفت: اگر آمریکایی‌ها شبانه بیایند و این هلیکوپترها و هواپیماها را [که در طبس جا گذاشته‌اند] ببرند، دیگر هیچ آبرویی برای ارتش باقی نمی‌ماند. اینجا که آمدند، ندیدیم. حالا، اگر بیایند و ببرند خواهند گفت پس توی کشور هیچ‌کس به هیچ‌کس نیست … من که نظامی نبودم، قاعدتاً می‌باید سخن مسئول نظامی را می‌پذیرفتم و آن پیشنهاد را پذیرفتم و گفتم همین کار را بکنید.» او ادامه می‌دهد که سرلشکر شادمهر مجوز خواسته بوده تا هواپیماهای نیروی هوایی با تیربار «ملخ هلیکوپترها» را از کار بیندازند تا نتوانند پرواز کنند.»
بنابراین در نوبت دوم، دو جنگندهٔ اف-۴ (که توانایی شلیک به اهداف بر روی زمین را دارند) به منطقه اعزام می‌شوند. وقتی خلبان‌ها به محل می‌رسند، می‌بینند که پره‌های یکی از هلی‌کوپترها حرکت می‌کند. خلبان‌ها که تصور می‌کنند هلی‌کوپترها قصد پرواز دارند، همین تصور را به مرکز مخابره می‌کنند و درنتیجه، بنی‌صدر دستور شلیک به هلی‌کوپترها را می‌دهد. دو روایت برای علت حرکت پرهٔ هلیکوپترها وجود دارد. در یکی از این روایت‌ها که توسط شاپور آذربرزین نقل می‌شود، نیروهای سپاه منطقه که بدون اطلاع نیروی هوایی در محل حضور داشتند، به تجهیزات داخل هلی‌کوپترها دست می‌زنند که باعث «آزاد شدن قفل ملخ‌ها» و حرکت ملخ هلی‌کوپترها می‌شود. در روایت دوم اما، یک خلبان سابق ایرانی که با افراد مرتبط با ماجرای طبس نزدیک بوده، دلیل آن را نه «آزاد شدن قفل» آن‌ها از سوی نیروهای سپاه، که شدت باد در منطقه می‌داند.

امیربهمن باقری، فرماندهٔ وقت نیروی هوایی ارتش، دو روز پس از واقعه طبس، در گفتگو با شماره ۷ اردیبهشت ۱۳۵۹ روزنامهٔ کیهان، روایت خود را از دلیل منهدم شدن هلی‌کوپترها -در حالی که قرار بر «آسیب رساندن» به آن‌ها برای جلوگیری از پرواز احتمالی‌شان بوده- چنین توضیح می‌دهد:
«از طرف ستاد ارتش جمهوری اسلامی ایران دستور داده شده بود که هلی‌کوپترهای آمریکایی آسیب رسانده شود تا جایی که قادر به پرواز نباشند، اما متأسفانه در تیراندازی پرسنل نیروی هوایی و در اثر اصابت گلوله به قسمت‌های حساس هلی‌کوپترها نظیر باک بنزین و موتور دو فروند از هلی‌کوپترها دچار آتش‌سوزی می‌شوند و در نتیجه از بین می‌روند و در این جریان دو فروند از هلی‌کوپترهای دیگر چند سوراخ برمی‌دارند و یک فروند دیگر از هلیکوپترها سالم است و قابلیت پرواز دارد … من جزو افرادی بودم که تیراندازی به هلی‌کوپترها را تأیید نمی‌کردم»
شاپور آذربرزین، از قول امیربهمن باقری می‌گوید که ابوالحسن بنی‌صدر، دستور زدن هلی‌کوپترها را بدون در نظر گرفتن «روش جاری» در ارتش صادر کرده و خود سرلشکر باقری به‌خاطر شلیک به هلیکوپترها از نیروهایش بازخواست کرده‌است: «پس از رسیدن به تهران از افسر نگهبان مرکز فرماندهی سؤال کردم با چه مجوزی هلی‌کوپترها را به آتش کشیدید، پاسخ داد به امر رئیس‌جمهور».

## تحلیل‌ها
- حسن عباسی معتقد است فرسودگی تجهیزات و هلی‌کوپترهای استفاده شده در این عملیات و اشتباه استراتژیک و ضعف لجستیک ارتش آمریکا سبب بروز این حادثه شد. به گفتهٔ وی، با استناد به شاهد عینی بالگردها که مسئول هوادریای نیروی دریایی ایران بوده، از آن‌جایی که فرماندهٔ تفنگداران آمریکایی می‌دانست که قرار است این بالگردها در ورزشگاه امجدیه تهران باقی بماند، بالگردهای «فرسوده» را به طبس فرستاد.[۵۱][۵۲]
- سرهنگ جیمز کایل فرماندهٔ هوایی عملیات، پنج مشکل اصلی را مطرح می‌کند که به نظرش دلایل اصلی شکست نیروهای آمریکا بودند: اشتباه در پیش‌بینی وضع هوا، ضعف در استفاده از ابزار ارتباطی و نقص کنترل و فرماندهی، مورد سؤال بودن تصمیم توقف خلبانان، محدودیت‌های تاکتیکی نامعقول و فاکتورهای برنامه‌ریزی پرواز.[۵۳]
- جولیتو کیه‌زا، روزنامه‌نگار ایتالیایی، در کتابی با عنوان «هدف تهران: تهاجم کارتر و وقایع پشت پرده»، با بررسی منابع خبری و اطلاعاتی مختلف، چنین نتیجه‌گیری کرده‌است که شوروی که در آن زمان، افغانستان را به اشغال خود درآورده بود، از همان ابتدای عملیات تهاجم آمریکا، کلیه تماس‌های مخابراتی و حرکت‌های نیروهای آمریکایی را زیر نظر داشته اما اینکه شوروی از کاخ سفید درخواستی مبنی بر لغو عملیات داشته را ذکر نکرده‌است.[۵۴]

## در آثار هنری
فیلم سینمایی توفان شن به کارگردانی جواد شمقدری در سال ۱۳۷۵ و با موضوع این عملیات ساخته شد. فیلم انیمیشن طوفان شن به تهیه‌کنندگی داوود حاجی عبدلی و کارگردانی محمدحسن باقری با موضوع این عملیات، به‌مدت ۳۵ دقیقه، در سال ۱۳۹۸، به سفارش صدا و سیمای مرکز یزد، تولید و از تلویزیون پخش شد.